# 강북삼성병원 정신과 의사 살인 사건
강북삼성병원 정신과 의사 살인 사건(江北三星病院精神科醫師殺人事件)은 2018년 12월 31일 오후 5시 44분경 서울특별시 종로구 강북삼성병원에서 환자인 박○민(30세)이 진료 상담을 받던 중 의사인 임세원(47세) 정신건강의학과 교수의 가슴 부위를 흉기로 수차례 찔러 살인한 사건이다.

## 사건
환자인 박모씨(30세)는 2018년 12월 31일 오후 5시 44분경 서울특별시 종로구 강북삼성병원 신경정신과에서 진료 상담을 받던 중 담당 의사인 임세원(47세) 정신건강의학과 교수에게 흉기를 휘둘렀다. 박씨는 상담실에서 흉기를 휘두르기 시작했고, 의사가 도망치자 뒤쫓아 나가 3층 진료 접수실 근처 복도에서 가슴 부위를 수차례 찔렀다. 흉기에 찔린 의사는 중태에 빠져 응급실로 옮겨져 치료를 받았으나 오후 7시 30분께 끝내 숨졌다.
살인자 박씨는 이날 예약 없이 찾아와 범행을 저지른 것으로 알려졌다. 조울증을 앓고 있던 박씨는 입원 치료를 받고 퇴원한 뒤 수개월 만에 병원을 찾았다. 임세원 교수는 긴급 대피공간에 숨었으면 목숨을 건질 수 있었지만 이를 나와 간호사들에게 "빨리 피하라"고 소리를 치다가 참변을 당했다. 간호사의 신고로 출동한 경찰은 오후 5시 50분쯤 박씨를 현장에서 긴급체포했다.

## 수사
2019년 1월 1일 서울종로경찰서는 병원에서 진료를 받던 중 의사를 살해한 혐의로 박모씨(30세)에 대해 구속영장을 신청했다. 박씨는 경찰 조사에서 범행 사실은 시인했지만, 범행동기에 대해서는 횡설수설했다.
경찰 조사 결과  피의자는 가족들에게도 폭력성을 드러내 따로 살았던 걸로 확인되었다. 박이 주요 증거 중 하나인 휴대전화 잠금장치 해제에도 협조하지 않았으며, 노트북에서 동기나 계획 여부를 추정할 수 있을 만한 단서는 발견되지 않았다. 또한 박은 가족들의 동의로 입원했던 일과 자신의 주치의였던 임 교수에 대해 불만을 품고 있었던 것으로 파악되었다. 박은 지난 2015년 자신의 여동생의 신고로 강북삼성병원 응급실로 실려간 뒤 가족들의 동의를 얻어 폐쇄병동에 입원한 전력이 있다. 또한 범인은 5살때 경증자폐가 있었고 학교생활에 부적응으로 아이들에게 왕따와 학원폭력을 당했으며 군 제대후 직업 없이 집에서만 은둔생활하며 상태가 심해졌다고 한다.

## 이후
박모씨는 이후 재판에서도 꾸준하게 정당방위에 의한 살인이라거나 죄책감이 없다고 하는 등 반성이 없는 모습을 보여왔으나, 1심인 서울중앙지법 형사27부는 피고인에게 정신질환이 큰 요인으로 작용했다는 점을 참작해서 2019년 5월 17일 징역 25년에 전자발찌 부착명령 20년을 선고했다. 이어 2019년 10월 25일, 2심인 서울고등법원 형사6부 역시 1심과 동일한 판결을 선고했다. 2020년 5월 29일 대법원에서 징역 25년이 확정되었다.

## 같이 보기
- 묻지마 살인
- 아키하바라 살인 사건